# Clubiona catawba
Clubiona catawba este o specie de păianjeni din genul Clubiona, familia Clubionidae, descrisă de Gertsch, 1941. Conform Catalogue of Life specia Clubiona catawba nu are subspecii cunoscute.